# Brunó Ferenc Straub
Brunó Ferenc Straub (5 de enero de 1914, Nagyvárad, Austria-Hungría (ahora Oradea, Rumanía) - 15 de febrero de 1996) fue un bioquímico. Como un joven becario fue asistente de investigación de Albert Szent-Györgyi en la Universidad de Szeged, y posteriormente trabajó en el Instituto Molteno, Cambridge, Reino Unido. Se le acredita el descubrimiento de la actina. Fundó el Centro de Investigación Biológica en Szeged. Fue presidente del Consejo Presidencial húngaro desde el 29 de junio de 1988 hasta el 18 de octubre de 1989. Propuso la teoría de la selección conformacional en 1964[cita requerida]; el mismo año el modelo MWC fue propuesto.
Graduado de la Facultad de Biología de la Universidad de Szeged en 1937 . Desde 1945 fue profesor en esta universidad (en 1939-1940 fue investigador en el laboratorio de D. Keilin en el Instituto Molteno, Cambridge, Gran Bretaña .
En 1949 fue nombrado director del Instituto de Bioquímica de la Universidad Semmelweis . 1960 hasta 1967 fue simultáneamente secretario del Departamento de Biología de la Academia de Ciencias de la República Popular de Hungría.
En 1967-1973 y 1985-1988. - Vicepresidente de la Academia de Ciencias de Hungría. 1969-1971 fue miembro del Organismo Internacional de Energía Atómica (OIEA).
En 1971 fue nombrado director del recién creado Instituto de Bioquímica de la Academia de Ciencias de Hungría. En 1970-1978. dirigió el centro biológico de la Academia de Ciencias de Hungría en Szeged. En 1979 se convirtió en director del Instituto de Enzimología.
Los principales trabajos científicos están dedicados al estudio de la función muscular, la respiración celular y la síntesis de proteínas. Descubrió un componente de la proteína contráctil de los músculos, la actina, que en combinación con la miosina realiza funciones musculares. Biosíntesis de proteínas investigada utilizando sistemas modelo de tejidos animales y bacterias. Autor del libro de texto "Bioquímica".